# Адриана Чортан
Адриана Чортан (Београд, 3. октобар 1980) је српска ТВ водитељка, новинарка као и монтажерка.

## Биографија
Манекенством се бавила од 17. године. Била је једно од заштитних лица модног студија Клик и модел на Београдским недељама моде. Радила је ревије, каталоге, кампање за бројне домаће дизајнере и брендове. Носила је моделе Верице Ракочевић, Звонка Марковића, Сузане Перић и многе друге. Своју телевизијску каријеру започела је 2000. године на БК телевизији, са емисијом Бројач, следили су и Сити и Ситиманија на ТВ Пинку и други. Од 2007. године је учествовала на дворском Garden Party-у Hello!. У холу тржног центра Delta City, Чортан је уручила награду петнаестогодишњој девојчици Милици Милинковић. Била је победница турнира у тениском центру Новак, од 29. до 30. септембра, 2011. године. Од 2016. године се бавила и ПР-ом у агенцији Нова ПР. Она је некад била у вези са кантаутором Жељком Јоксимовићем, након што је од 2008. године била у вези са немачким бизнисменом српског порекла, Бојаном Ђуричићем. Упоредо са телевизијским каријером, неколико година била је и главни уредник магазина Венчање, као и организатор ревије венчаница у оквиру првог српског Сајма венчања “Wedding Weekendа”. Њен брат је Бојан, који се бави тениским тренингом, и има свој фитнес студио.

## Емисије
| Година      | Емисија                     | Канал                     |
| ----------- | --------------------------- | ------------------------- |
| 2000—2002.  | Бројач                      | БК ТВ                     |
| 2000—2004.  |                             | БК ТВ                     |
| 2001—2003.  | МобиКлик Флеш               | БК ТВ                     |
| 2003—2005   |                             | ТВ Пинк                   |
| 2003—2005.  |                             | ТВ Пинк                   |
| 2008.       | 300 чуда                    | ТВ Фокс (данас Прва ТВ)   |
| 2008—2010.  | Телемастер                  | ТВ Кошава (данас Хепи ТВ) |
| 2010—2012.  | Отворени студио             | ТВ Авала                  |
| 2011—2014.  | Откопчано                   | ТВ Авала (касније )       |
| 2017—надаље | Београде, добро јутро       | Студио Б                  |
| 2017—надаље | Београде добар дан          | Студио Б                  |
| 2023—надаље | Недељно поподне са Адрианом | Студио Б                  |